# Риголање
Риголање (фр. rigole јарак, жлијеб, олук, бразда), обрада земљишта на дубини од 40 до 100 цм а понекад и дубље. Риголање се врши ручно (ашовима) или механичким плуговима (риголерима) које вуку знажни трактори или електро машине. Риголање се врши ради припеме земљишта за подизање воћњака и винограда а рјеђе за узгој ратарских или повртарских биљака.

## Сврха риголања
Сврха риголања је да земљу учини растреситом и порозном да би хумус и микроорганизми доспијели у дубину на којој се развија коријење воћака и винове лозе.